# Teinogenys dives
Teinogenys dives är en skalbaggsart som beskrevs av Blackburn 1896. Teinogenys dives ingår i släktet Teinogenys och familjen Dynastidae. Inga underarter finns listade i Catalogue of Life.